# Aeropuerto Internacional Carlos Rovirosa Pérez
El Aeropuerto Internacional Carlos Rovirosa Pérez  o Aeropuerto Internacional de Villahermosa  (Código IATA: VSA - Código OACI: MMVA - Código DGAC: VSA) es un aeropuerto localizado en Villahermosa, Tabasco, y maneja el tráfico aéreo nacional e internacional de la Zona Metropolitana de Villahermosa, del estado de Tabasco y norte de Chiapas.
Es el 19° aeropuerto más transitado de México y el 5° de ASUR. Por él pasaron en 2021 un total de 976,456 pasajeros, y 1,214,190 en 2022.
Es una ciudad foco para VivaAerobus al tener 5 rutas directas.

## Historia
La ciudad de Villahermosa recibió en su aeropuerto, entonces llamado Roberto Fierro, el vuelo inaugural de transporte de carga de la Compañía Mexicana de Aviación el 15 de octubre de 1928, mientras que el primer vuelo de pasajeros fue realizado por un monoplano trimotor marca Ford de Mexicana de Aviación, el cual aterrizó a las 10:30 de la mañana del sábado 16 de febrero de 1929. Once días después, el 27 de febrero, con motivo de los festejos de la expulsión de las tropas francesas de la capital del estado, Pablo L. Sidar y Alfonso Garibaldi, prepararon el que sería el primer espectáculo de acrobacia aérea en Tabasco.
Hacia 1935, la ciudad de Villahermosa contaba con tres aeropuertos: El mencionado Roberto Fierro, el aeropuerto José Suárez (ubicado en el actual Fraccionamiento España) y el aeropuerto de El Playón (que estaba ubicado en las actuales calles de Pino Suárez, Zaragoza y el Malecón en el centro de la ciudad).
El actual aeropuerto internacional de Villahermosa lleva el nombre del ilustre tabasqueño Capitán Piloto Aviador Carlos Rovirosa Pérez, pionero de la aviación mexicana quien naciera en la ciudad de San Juan Bautista (hoy Villahermosa). El aeródromo estuvo ubicado durante muchos años en la zona actualmente conocida como Tabasco 2000. Al desarrollarse dicha urbanización, a finales de la década de 1970, el aeropuerto se trasladó a la ranchería Dos Montes, en las afueras de la ciudad. Las nuevas instalaciones fueron inauguradas el 2 de mayo de 1979 por el entonces Presidente de la República José López Portillo, siendo gobernador del estado Leandro Rovirosa Wade.
En el 2006 el recinto fue totalmente remodelado y expandido para atender la fuerte demanda que existe en el destino. Debido al incremento de un 16.7 % en el flujo de pasajeros y al aumento de frecuencias en la conectividad aérea registrada en el 2011, ASUR informó que durante 2012 y 2013 realizaría una nueva remodelación y ampliación en el aeropuerto con un monto de 34 millones de pesos. Dichas obras contemplaron el cambio y ampliación de la sala de entrega de equipaje, el cambio del restaurante y la ampliación de las oficinas generales, así como ampliación del estacionamiento y de las vialidades.

## Características

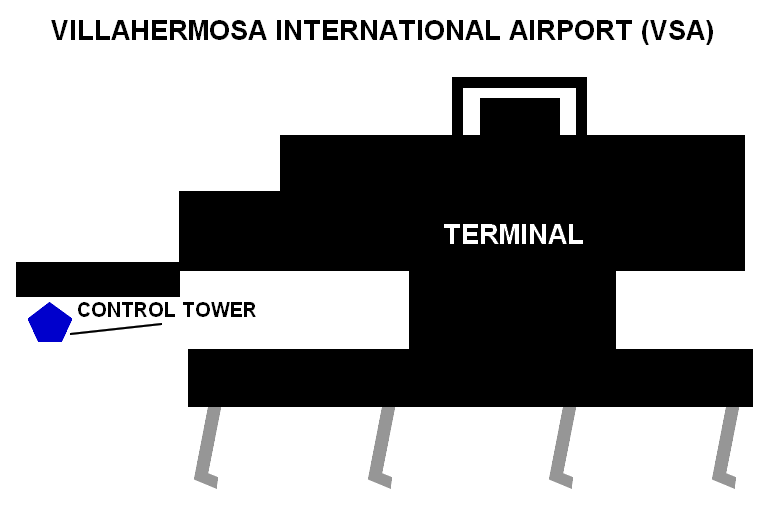
Mapa de la terminal.

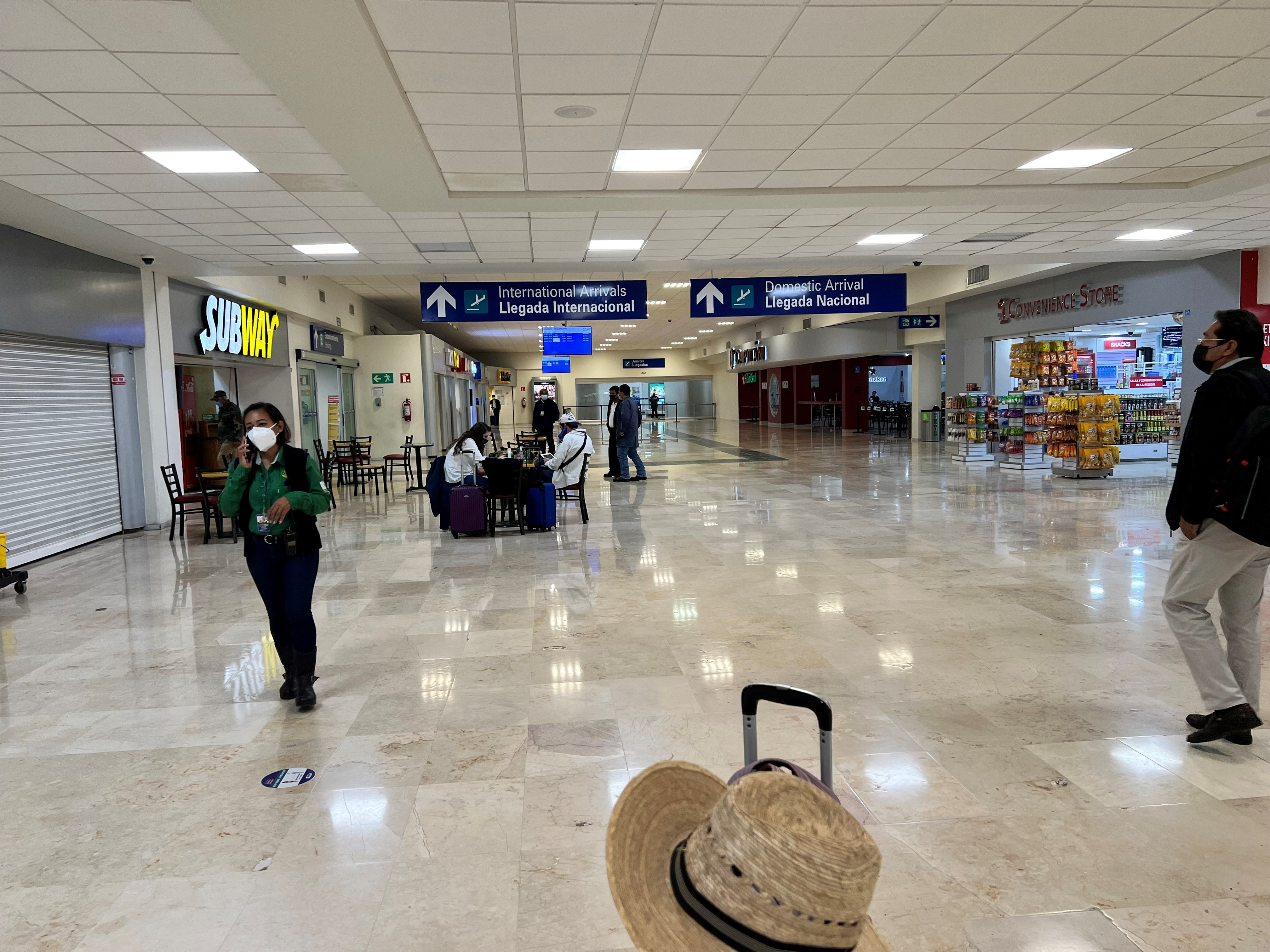
Zona de llegadas del aeropuerto.

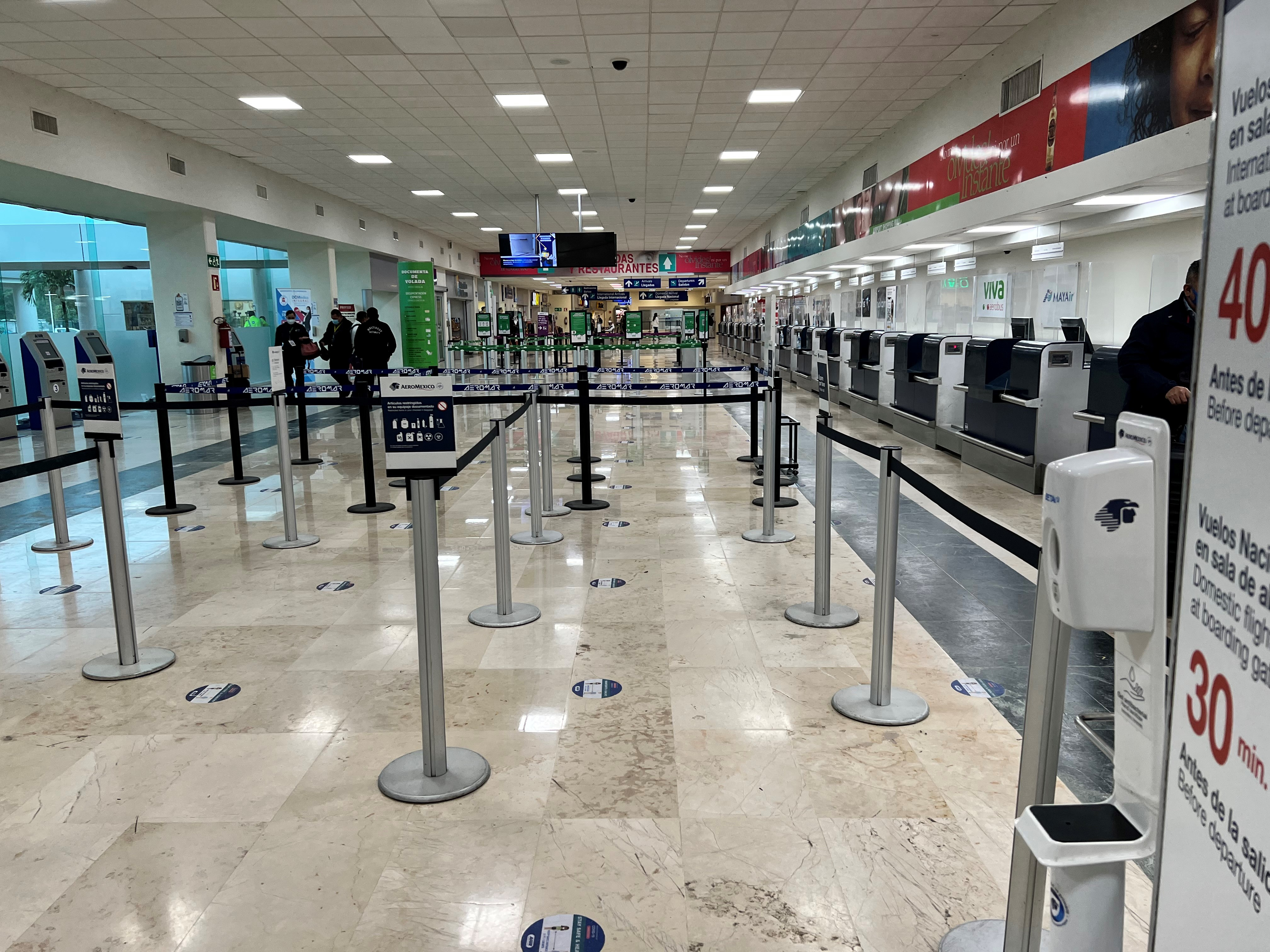
Mostradores de documentación del aeropuerto.

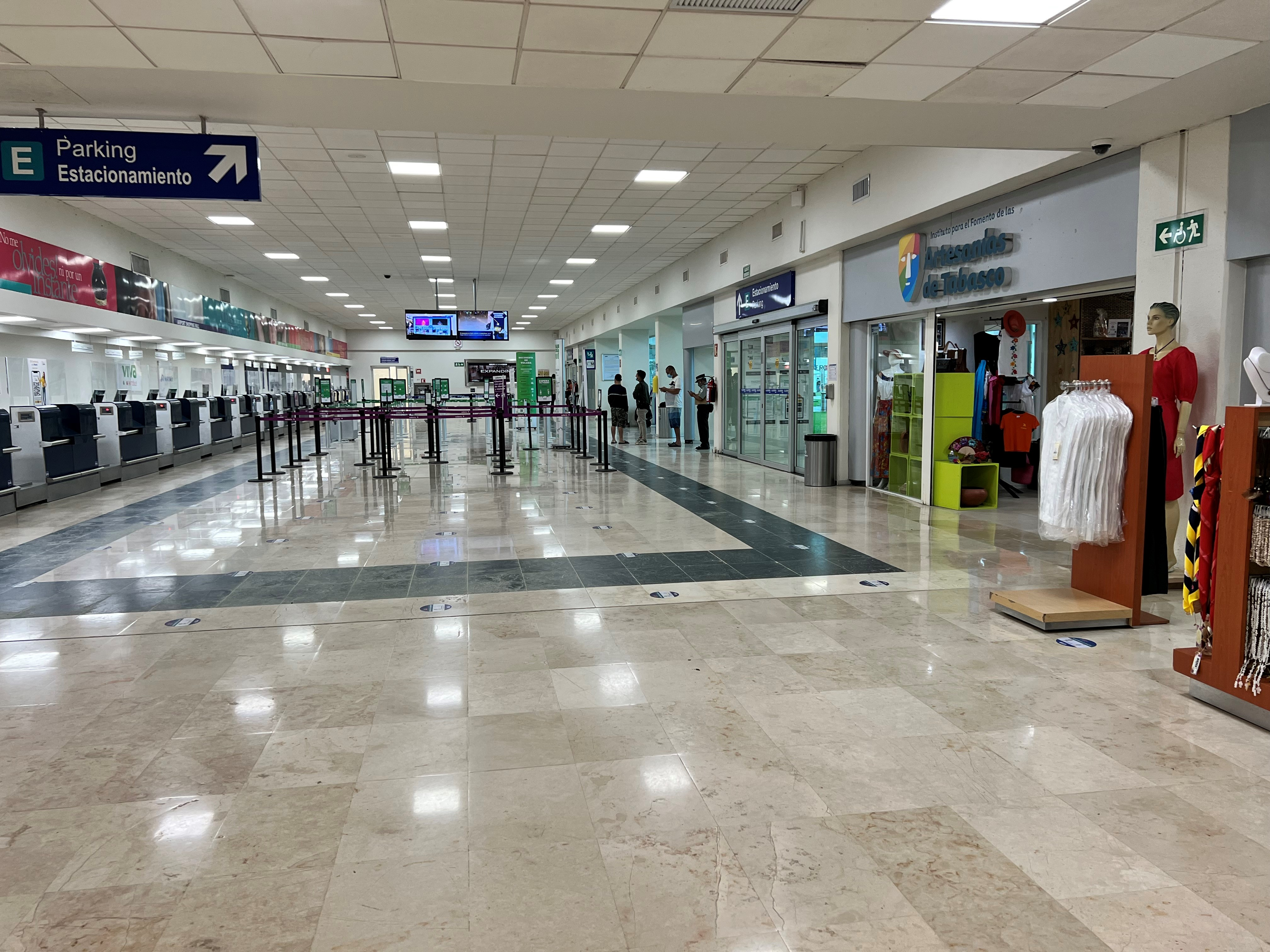
Mostradores de documentación del aeropuerto.

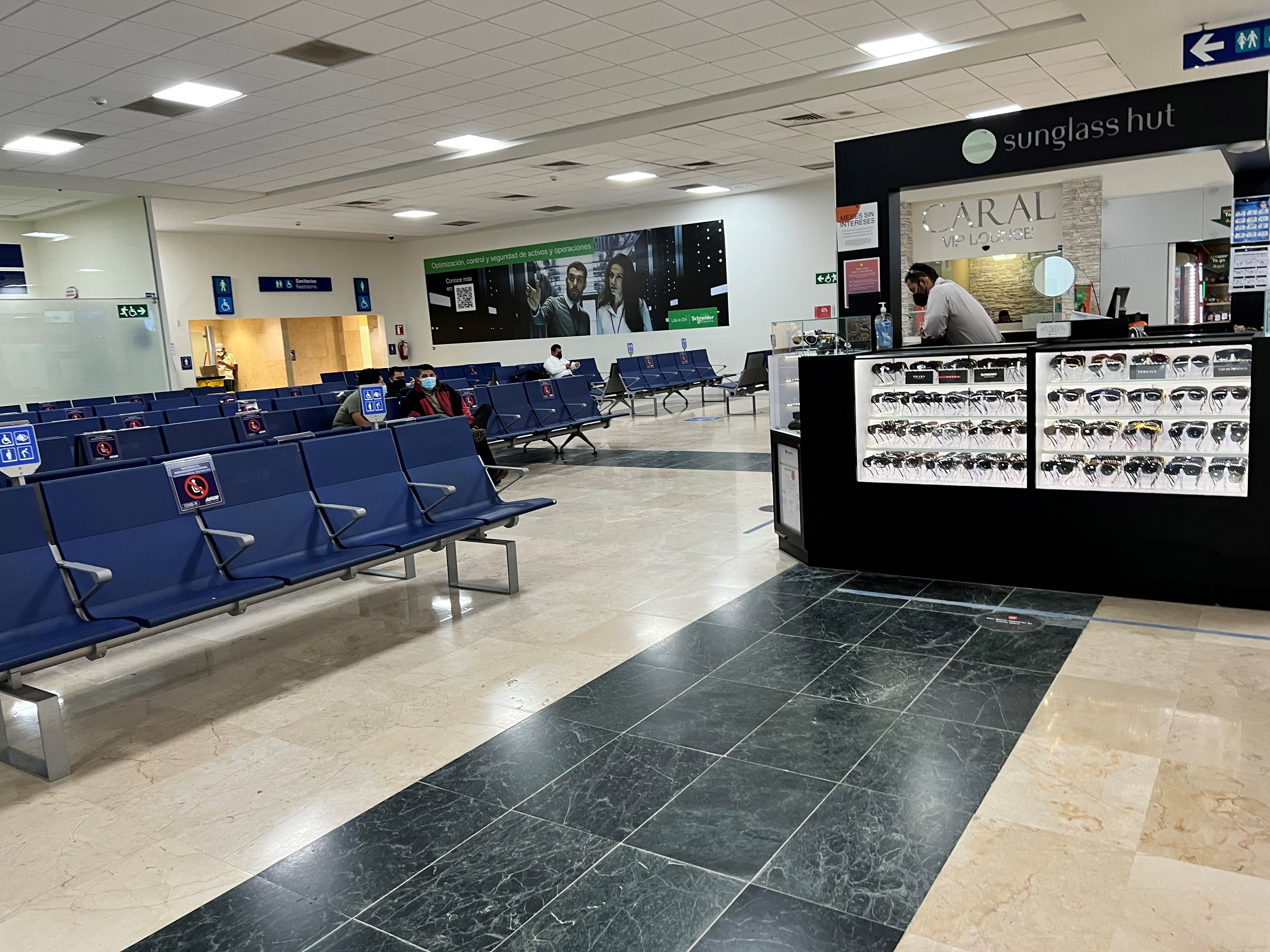
Sala de última espera.

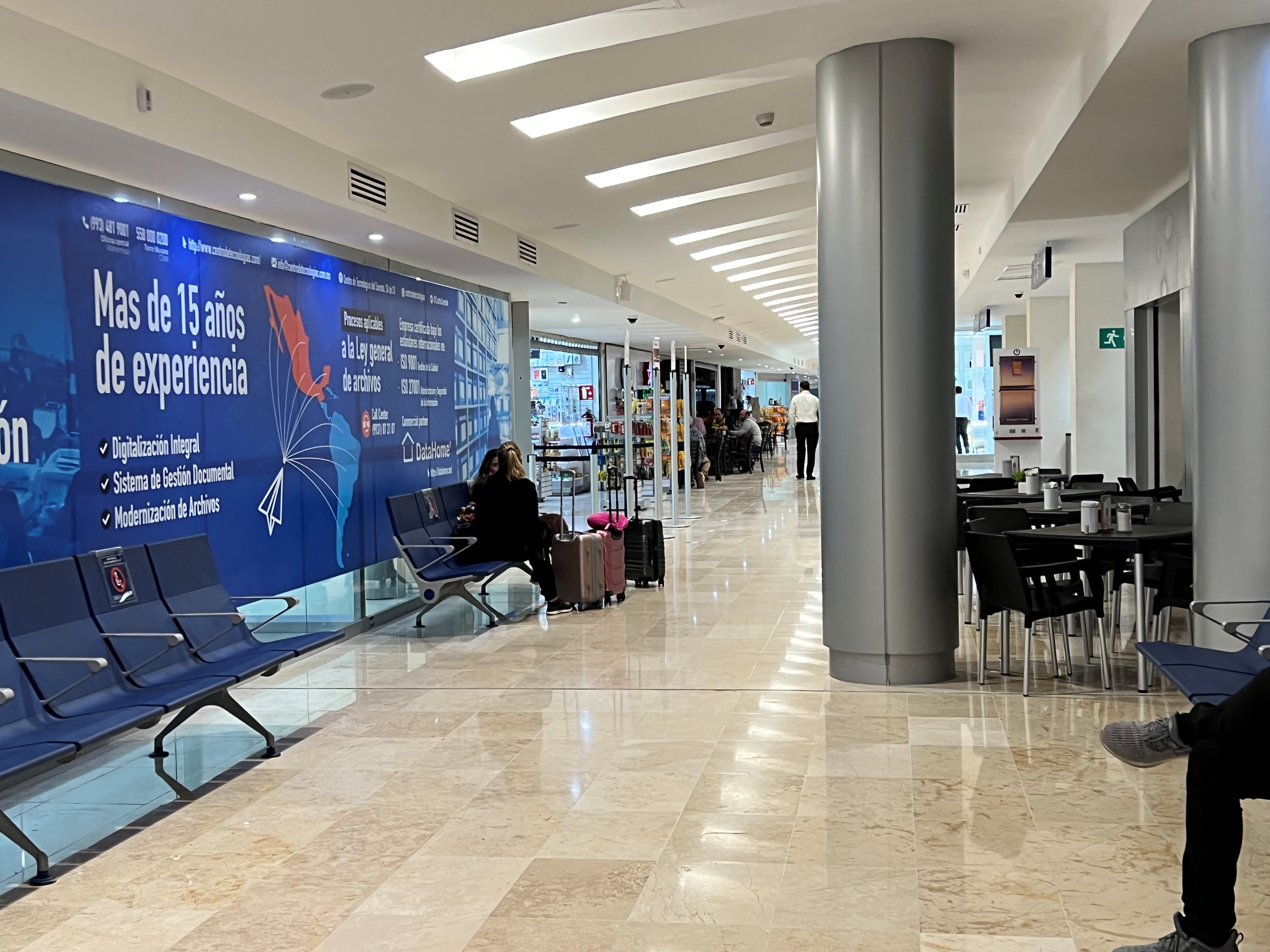
Pasillo de las salas de última espera.

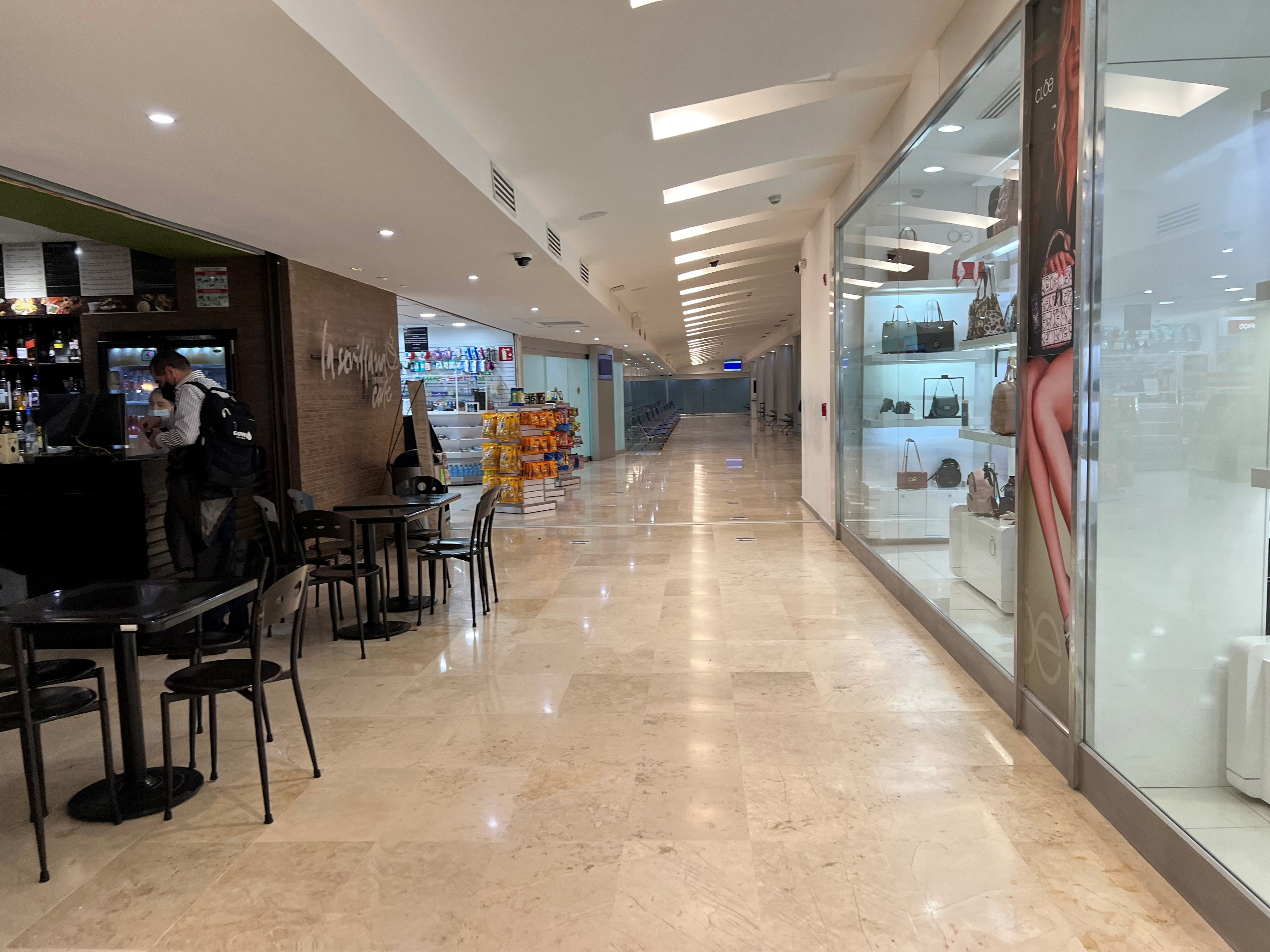
Pasillo de las salas de última espera.

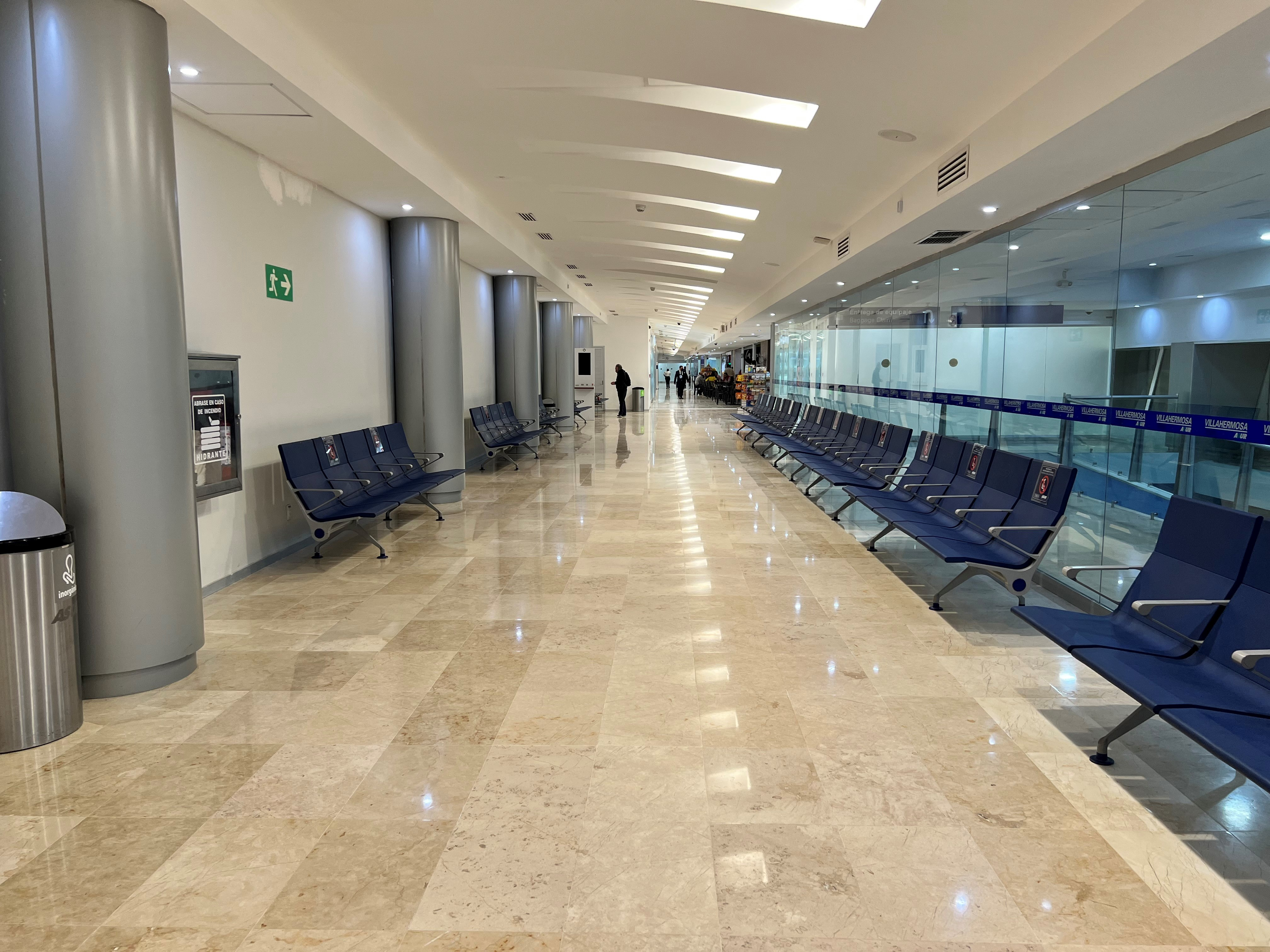
Pasillo de las salas de última espera.

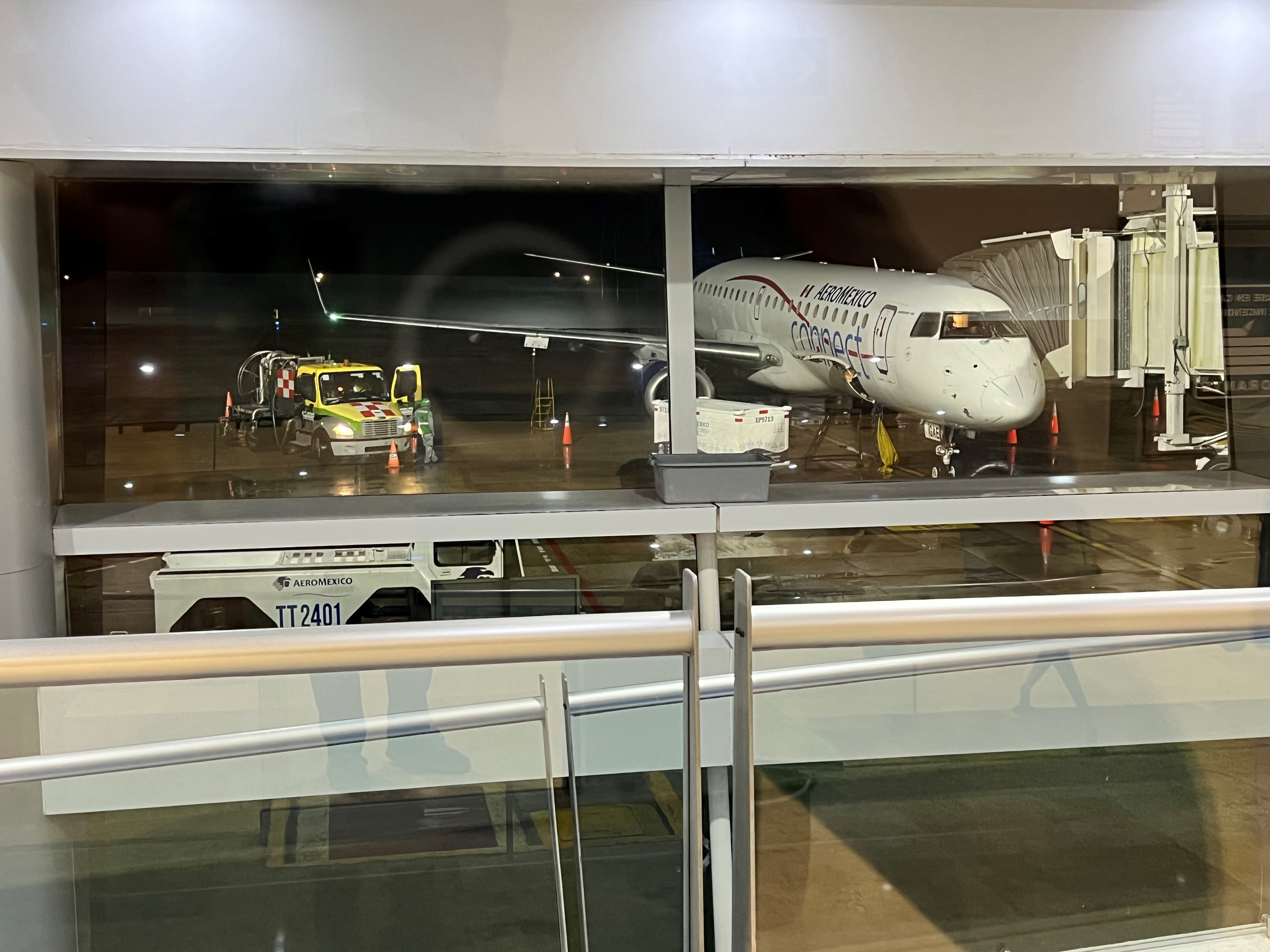
E190 de Aeroméxico Connect en el aeropuerto.

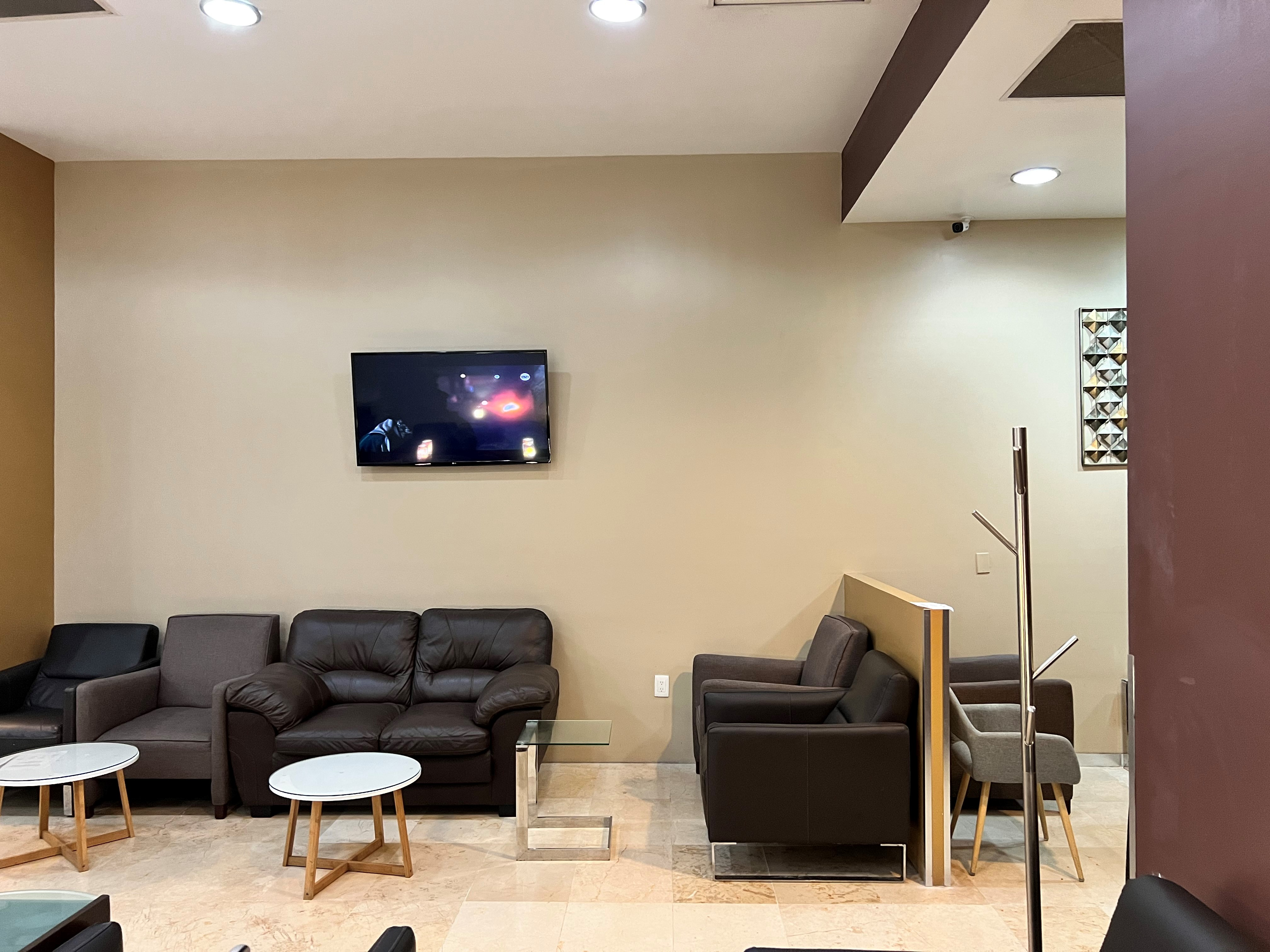
Salón vip Caral del aeropuerto.

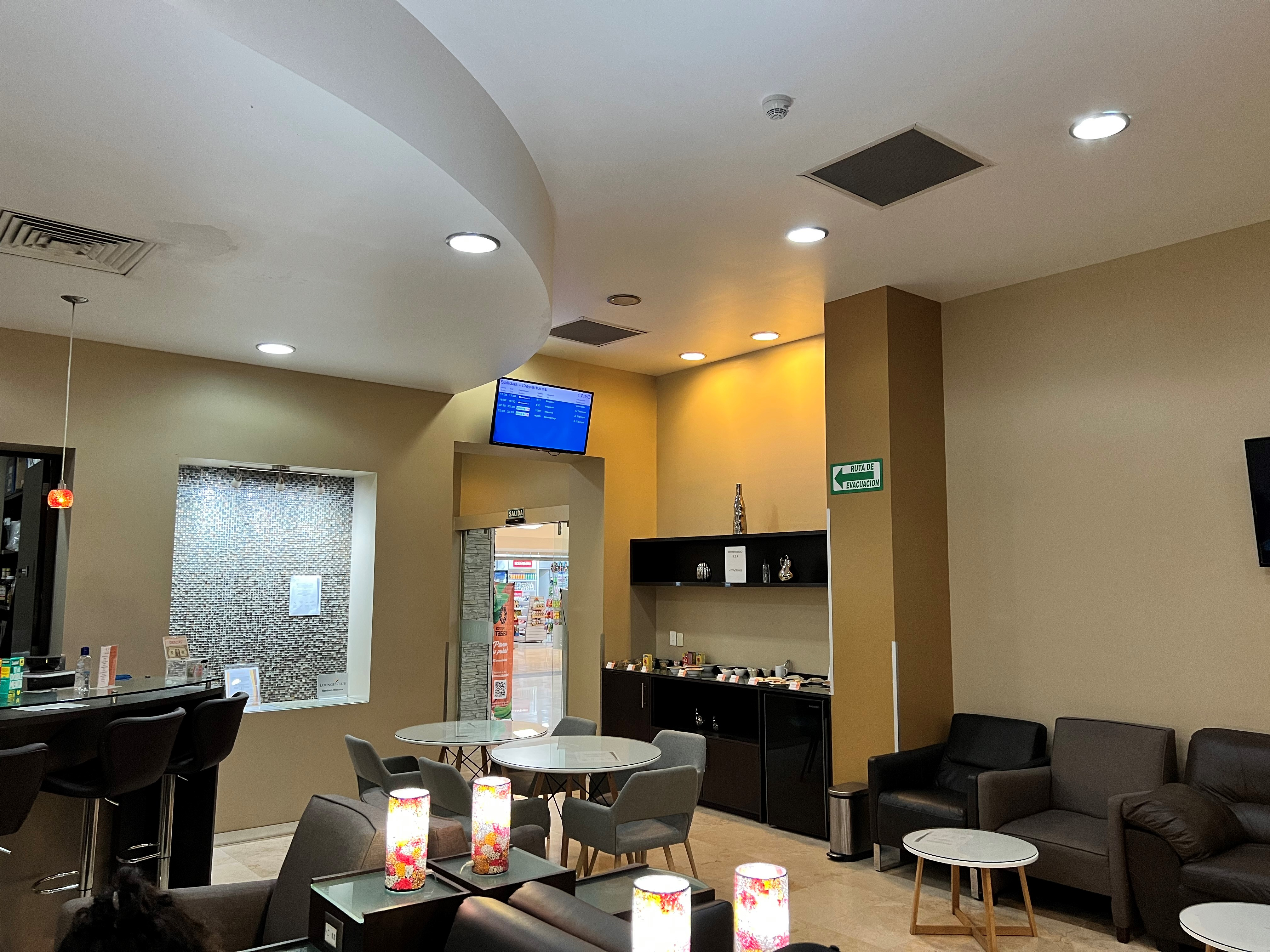
Salón vip Caral del aeropuerto.

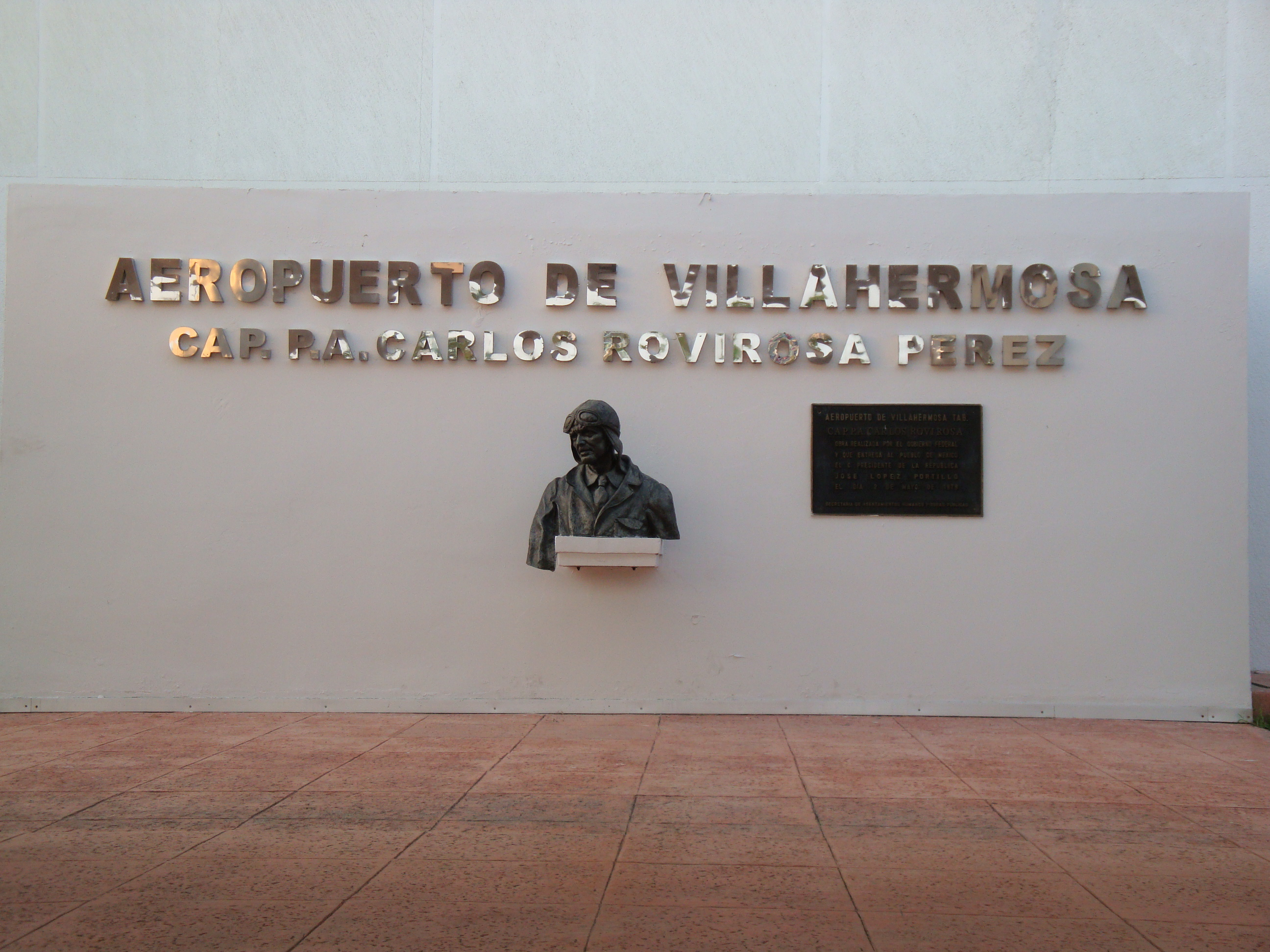
Busto del CPA Carlos Rovirosa Pérez.

El aeropuerto internacional se encuentra situado a una altitud de 14 msnmm, tiene una superficie total de 5043 m², y una pista de aterrizaje de 2200 metros de longitud y 45 metros de ancho, hecha de asfalto, y calles de rodaje de 23 metros de ancho, con capacidad de recibir aviones Boeing 757 y de realizar 20 operaciones por hora. La plataforma hecha de concreto hidráulico cuenta con 8 posiciones de desembarque 6 tipo C y dos posiciones tipo D, todas fijas.
El edificio cuenta con dos niveles, en la parte inferior se localiza la sala de documentación, la cual cuenta con un total de 31 mostradores para la atención de los usuarios de las diferentes aerolíneas que prestan sus servicios en este aeropuerto. También aquí se localiza la sala de llegada nacional con dos bandas de reclamo de equipaje y la sala de llegada internacional con instalaciones de migración y aduana con semáforo fiscal. Además existen dos snack bars, tienda de suvenires y un restaurante.
En la planta alta se localiza la sala de última espera con espacio para salidas nacionales y salida internacional, con 5 puertas de salida. La sala cuenta con restaurantes, bares, la exclusiva sala vip Caral VIP Lounge y también en este nivel se localizan las oficinas generales del aeropuerto.

### Tecnología
Desde el mes de marzo de 2011, esta terminal aérea está equipada con la tecnología denominada ILS (Instrument Landing System), o Sistema de Aterrizaje Instrumental, la cual permite reducir hasta en un 90 % el riesgo de aterrizaje para las aeronaves ante condiciones climáticas adversas como densa neblina o lluvia, lo que aumenta en 15 % la operatividad de la terminal.

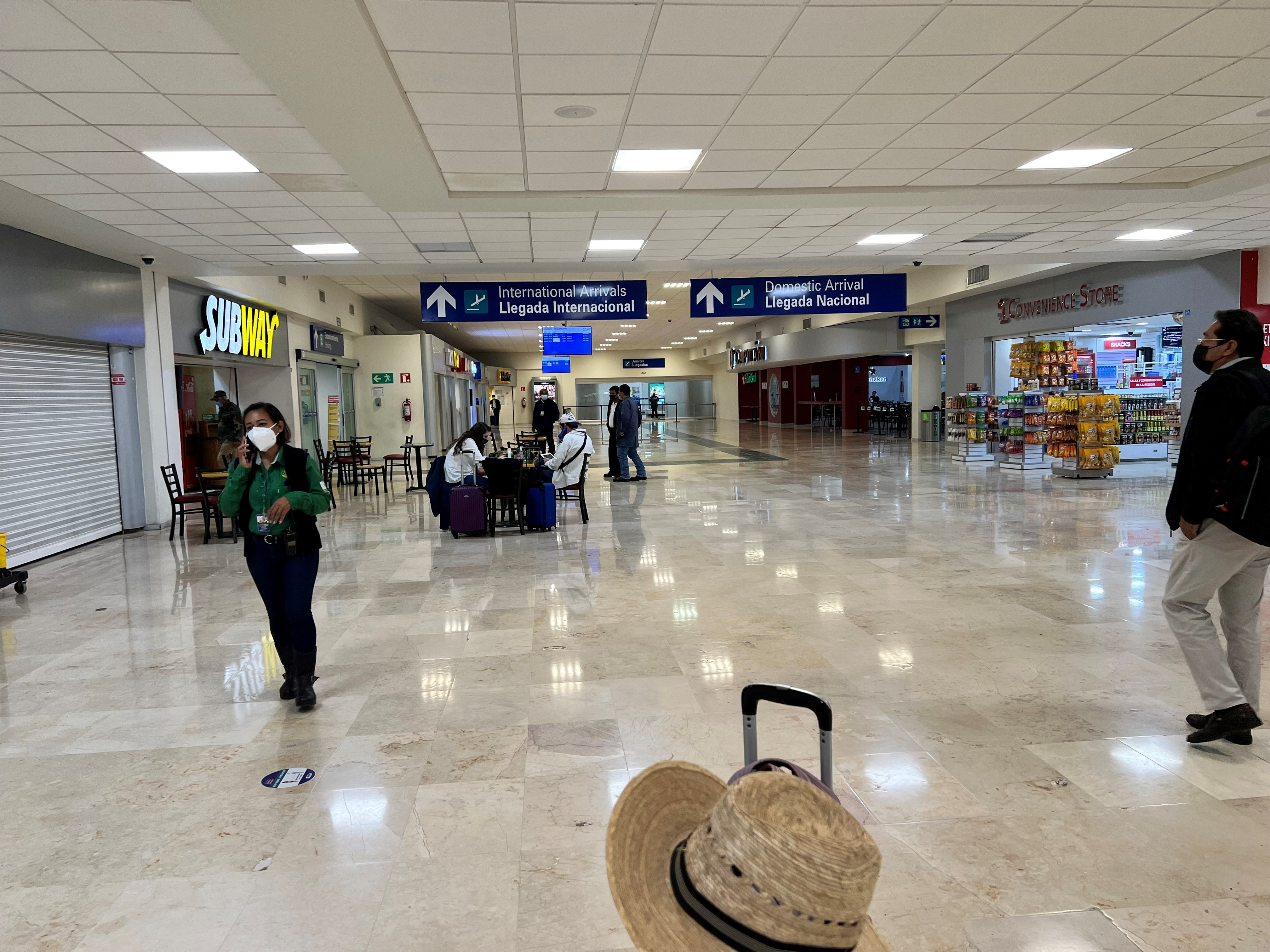
Zona de llegadas del aeropuerto.

## Aerolíneas y destinos

### Pasajeros
| Destinos por aerolínea                                    | Destinos por aerolínea                                                          | Destinos por aerolínea |
| Aerolínea                                                 | Destinos                                                                        |                        |
| --------------------------------------------------------- | ------------------------------------------------------------------------------- | ---------------------- |
| Aeroméxico                                                | Ciudad de México                                                                |                        |
| Aeroméxico Connect                                        | Ciudad de México                                                                |                        |
| Aerus                                                     | Minatitlán/Coatzacoalcos, Veracruz                                              |                        |
| Viva                                                      | Cancún, Ciudad de México, Ciudad de México–AIFA, Guadalajara, Mérida, Monterrey |                        |
| Volaris                                                   | Ciudad de México                                                                |                        |
| Total: 8 destinos (nacionales), 5 aerolíneas (nacionales) |                                                                                 |                        |

### Carga
| Aerolínea     | Destinos                                  |
| ------------- | ----------------------------------------- |
| Aeronaves TSM | Ciudad de México, Mérida                  |
| Estafeta      | Ciudad de México, Mérida, San Luis Potosí |

### Destinos nacionales
Se brinda servicio a 8 ciudades dentro del país a cargo de 5 aerolíneas. El destino de Aeroméxico también es operado por Aeroméxico Connect.
| Cancún (CUN)           | • |   |   |   |   | 1 |
| Ciudad de México (MEX) | • |   | • | • |   | 3 |
| Ciudad de México (NLU) | • |   |   |   |   | 1 |
| Guadalajara (GDL)      | • |   |   |   |   | 1 |
| Mérida (MID)           | • |   |   |   |   | 1 |
| Minatitlán (MTT)       |   | • |   |   |   | 1 |
| Monterrey (MTY)        | • |   |   |   |   | 1 |
| Veracruz (VER)         |   | • |   |   |   | 1 |
| Total                  | 6 | 2 | 1 | 1 | 0 | 8 |

## Estadísticas

### Tráfico anual

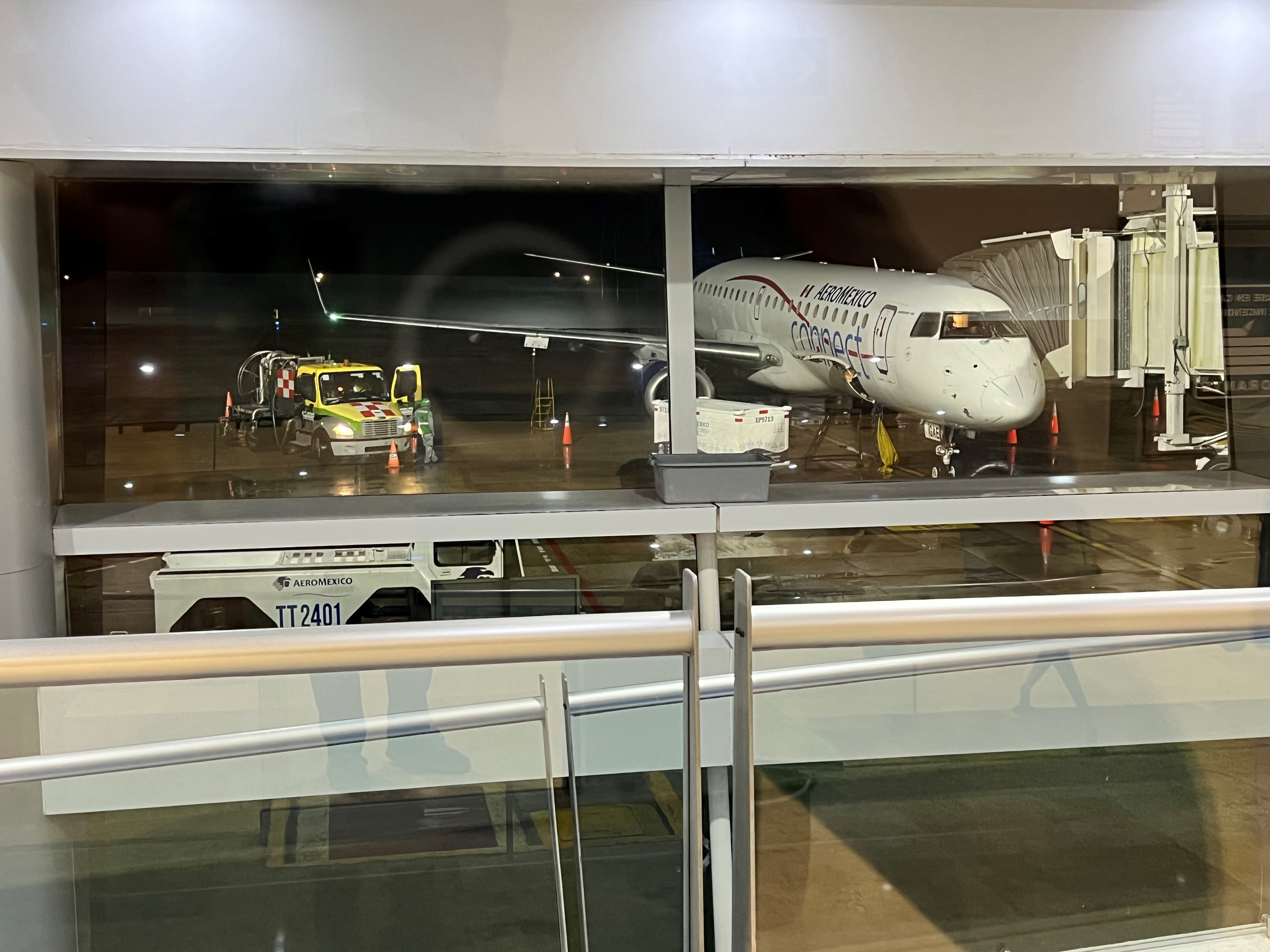
E190 de Aeroméxico Connect en el aeropuerto.

| Año  | Pasajeros Totales | cambio en % |
| 1999 | 521,557           | Sin cambios |
| 2000 | 528,095           | 1.2 %       |
| 2001 | 530,886           | 0.5 %       |
| 2002 | 499,118           | 6.4 %       |
| 2003 | 599,733           | 20.2 %      |
| 2004 | 673,309           | 12.3 %      |
| 2005 | 717,413           | 6.6 %       |
| 2006 | 725,032           | 1.1 %       |
| 2007 | 853,792           | 17.8 %      |
| 2008 | 958,983           | 12.3 %      |
| 2009 | 766,417           | 20.1 %      |
| 2010 | 728,781           | 4.9 %       |
| 2011 | 851,264           | 16.8 %      |
| 2012 | 960,094           | 12.8 %      |
| 2013 | 1,014,445         | 5.7 %       |
| 2014 | 1,121,365         | 10.5 %      |
| 2015 | 1,273,140         | 13.5 %      |
| 2016 | 1,240,795         | 2.5 %       |
| 2017 | 1,260,277         | 1.6 %       |
| 2018 | 1,227,648         | 2.6 %       |
| 2019 | 1,245,026         | 1.4 %       |
| 2020 | 638,477           | 48.7 %      |
| 2021 | 976,456           | 52.9 %      |
| 2022 | 1,214,190         | 24.3 %      |
| 2023 | 1,396,653         | 15.0 %      |
| 2024 | 1,488,164         | 6.55%       |
| ---- | ----------------- | ----------- |

### Rutas más transitadas
| Número | Ciudad                   | Pasajeros | Ranking     | Aerolínea                                     |
| ------ | ------------------------ | --------- | ----------- | --------------------------------------------- |
| 1      | Ciudad de México         | 454,309   | Sin cambios | Aeroméxico, Aeroméxico Connect, Viva, Volaris |
| 2      | Monterrey, Nuevo León    | 84,710    | Sin cambios | Viva                                          |
| 3      | Cancún, Quintana Roo     | 59,258    | 1           | Viva                                          |
| 4      | Guadalajara, Jalisco     | 54,702    | 1           | Viva                                          |
| 5      | Mérida, Yucatán          | 28,948    | Sin cambios | Viva                                          |
| 6      | Valle de México          | 17,674    | 2           | Mexicana, Viva                                |
| 7      | Tijuana, Baja California | 4,303     | 1           | Volaris                                       |
| 8      | Veracruz, Veracruz       | 1,994     | 1           | Aerus                                         |

## Aerolíneas que volaban anteriormente al aeropuerto
| Aerolíneas |
| --- |
| Aeromar, Aerolitoral, Aeroméxico Express, Aero California, Aerocaribe, ALMA, Aviacsa, Copa Airlines, Interjet, Mexicana de Aviación, MexicanaClick, MexicanaLink, TAR, United Express. |

## Accidentes e incidentes
- El 8 de octubre de 1951 una aeronave Douglas C-47A-30-DK (DC-3) con matrícula XA-GOR operada por ATSA - Aero Transportes S.A. que operaba un vuelo entre el Aeropuerto de la Ciudad de México y el Aeropuerto de Villahermosa con escala en el Aeropuerto de Minatitlán, se estrelló contra una montaña durante su fase de crucero antes de completar la primera escala, matando a los 4 miembros de la tripulación y a los 6 pasajeros.[5]
- El 18 de noviembre de 1968, una aeronave Douglas DC-6 con matrícula XA-MON operada por Mexicana de Aviación que realizaba un vuelo entre el Aeropuerto de Mérida y el Aeropuerto de Villahermosa fue secuestrado durante su fase de crucero por un pasajero que afirmaba portar una bomba en su traje y que demandaba que la aeronave se dirigiera a La Habana. La tripulación dirigió la aeronave hacia el Aeropuerto Internacional José Martí en donde desembarcó el secuestrador, posteriormente la aeronave regresó a México sin que se registraran heridos.[6][7]
- El 26 de julio de 1969 una aeronave Douglas DC-6 con matrícula XA-JOT que operaba el vuelo 623 de Mexicana entre el Aeropuerto de Minatitlán y el Aeropuerto de Villahermosa fue secuestrado poco después de despegar por un joven mexicano llamado David Carrera, quien amenazó con una pistola a la sobrecargo María Eugenia Martínez Luna para que le permitiera pasar a la cabina de pilotos a quienes obligó a desviar el avión al Aeropuerto de La Habana, Cuba. Una vez en La Habana, David Carrera bajó de la aeronave con su cómplice, quienes fueron detenidos por militares cubanos. Unas horas después, el DC-6 partió al Aeropuerto de Mérida, en donde los pasajeros llenaron los trámites migratorios y aproximadamente una hora después de aterrizar en Mérida, la aeronave partió al Aeropuerto de Villahermosa pilotado por otra tripulación.[8][9]
- El 1 de abril de 1993 una aeronave Fairchild FH-227C con matrícula XA-RXR operada por Aeromonterrey tuvo un deslizamiento "de panza" tras intentar despegar del Aeropuerto de Villahermosa, esto debido a la demasiado pronta retracción del tren de aterrizaje. Los 3 tripulantes y los 33 pasajeros sobrevivieron.[10]
- El 8 de julio del 2000, una aeronave British Aerospace 3201 Jetstream 32EP con matrícula N912FJ que operaba el Vuelo 7831 de Aerocaribe entre el Aeropuerto de Tuxtla Gutiérrez y el Aeropuerto de Villahermosa, se estrelló en el municipio chiapaneco de Tila. En el percance fallecieron el total de los 17 pasajeros y los 2 pilotos.[11][12]
- El 9 de septiembre de 2004 una aeronave North American CT-39A Sabreliner con matrícula XA-TFD operado por Jett Paqueteria que realizaba un vuelo de carga entre el Aeropuerto Internacional de la Ciudad de México y el Aeropuerto de Villahermosa se estrelló en su segundo intento de aproximación al aeropuerto de destino en condiciones de bajo techo de visibilidad, matando a los dos tripulantes.[13]
- El 20 de septiembre de 2019 una aeronave Piper PA-34-200T Seneca II con matrícula XB-ILL que cubría un vuelo entre el Aeropuerto de Minatitlán y el Aeropuerto de Villahermosa sufrió un fallo de motor durante su ascenso inicial, obligándolo a retornar para realizar un aterrizaje forzoso en el Aeropuerto de Minatitlán en el cual sufrió una excursión de la pista. No hubo lesionados.[14][15]
- El 16 de octubre de 2020 una aeronave Mil Mi-17-1V con matrícula ANX-2220 operada por la Armada de México perdió la sección trasera de su estructura tras impactar con un poste mientras realizaba maniobras de rodaje después de realizar un vuelo local de reconocimiento, resultando personal con algunas heridas leves.[16]
- El 21 de febrero del 2021 una aeronave Learjet 45 XR con matrícula 3912 operado por la Fuerza Aérea Mexicana que realizaba un vuelo de entrenamiento entre el Aeropuerto de la Ciudad de México y el Aeropuerto de Villahermosa con escala en el Aeropuerto de Xalapa, se estrelló cerca de este último al intentar despegar, incendiándose y matando a las 6 personas a bordo.[17][18][19]
- El 11 de junio de 2023 una aeronave Piper PA-34-200T Seneca II con matrícula XB-SHQ que operaba un vuelo privado entre el Aeropuerto de Tampico y el Aeropuerto de Villahermosa presentó fallas de motor mientras se encontraba en ruta por lo que fue forzada a aterrizar en la Carretera Federal 130D, cerca de Papantla de Olarte. La aeronave resultó con daños en la nariz, motores, estabilizador y semiala derecha. Los 3 ocupantes resultaron ilesos.[20][21]

## Aeropuertos cercanos
Los aeropuertos más cercanos son:
- Aeropuerto Internacional de Palenque (101 km)
- Aeropuerto Internacional de Ciudad del Carmen (129 km)
- Aeropuerto Internacional de Tuxtla (161 km)
- Aeropuerto Internacional de Minatitlán (186 km)
- Aeropuerto Internacional Ing. Alberto Acuña Ongay (317 km)